# كريستيان خيمينيز
كريستيان خيمينيز (بالإنجليزية: Christian Jimenez)‏ هو لاعب كرة قدم أمريكي في مركز الوسط، ولد في 3 نوفمبر 1986 في سان ديماس في الولايات المتحدة. شارك مع منتخب الولايات المتحدة تحت 23 سنة لكرة القدم. أما مع النوادي، فقد لعب مع ريال سالت ليك ونادي شيفاز يو إس أي.

## وصلات خارجية
- كريستيان خيمينيز على موقع الدوري الأمريكي (الإنجليزية)
- كريستيان خيمينيز على موقع إي إس بي إن إف سي (الإنجليزية)
- كريستيان خيمينيز على موقع قاعدة بيانات كرة القدم.إي يو (الإنجليزية)